# Paul Laurens
Paul Laurens est un homme politique français né le 27 septembre 1847 à Venterol (Drôme) et décédé le 17 novembre 1901 à Nyons (Drôme).

## Biographie
Médecin à Nyons, il est conseiller municipal en 1874, adjoint en 1876 et maire en 1881. Il est conseiller général du canton de Rémuzat en 1883, et vice-président du conseil général en 1892. Il est sénateur de la Drôme, inscrit au groupe de la Gauche démocratique, de 1893 à 1901. Parmi ses activités, il fonde en 1886 le « Syndicat agricole du canton de Nyons ». Sur le plan national, il participe au rapport sur le régime fiscal en Algérie, en 1894, ainsi qu'à plusieurs projets de loi concernant les inventions. Il est décoré de la Légion d'honneur, le 30 mars 1888, à la suite de sa lutte contre le choléra en 1884.